# Kardynałowie z nominacji antypapieża Feliksa V
Wybrany przez sobór bazylejski antypapież Feliks V (1439–1449) mianował prawdopodobnie 18 nowych kardynałów. Są określani mianem pseudokardynałów, gdyż Kościół nie uznaje ich nominacji za legalne. Co najmniej siedmiu innych duchownych odmówiło przyjęcia od niego godności kardynalskiej, a w jednym przypadku nominacja dotyczyła duchownego, który wcześniej otrzymał godność kardynalską od Eugeniusza IV.

## Konsystorz 2 kwietnia 1440
1. Louis de La Palud OSB, biskup Lozanny – kardynał prezbiter S. Susanna[1], następnie kardynał prezbiter S. Anastasia (tytuł nadany 12 stycznia 1450), zm. 21 września 1451

Następujące nominacje ogłoszone na tym konsystorzu nie doszły do skutku:
- Bartolomeo Aicardi Visconti, biskup Novary, mianowany kardynałem prezbiterem, odmówił przyjęcia godności kardynalskiej.
- Walram von Moers, elekt Utrechtu, mianowany kardynałem prezbiterem, odmówił przyjęcia godności kardynalskiej.
- Alfonso Carrillo de Acuña, administrator Sigüenzy, mianowany kardynałem diakonem, odmówił przyjęcia godności kardynalskiej.

## Konsystorz 12 października 1440

### Nominacje jawne
Kościoły tytularne zostały nadane nominatom 15 października 1440:
1. Aleksander Mazowiecki, biskup Trydentu – kardynał prezbiter S. Lorenzo in Damaso, zm. 2 czerwca 1444.
2. Otón de Moncada i de Luna, biskup Tortosy – kardynał prezbiter S. Pudenziana, zrezygnował 13 kwietnia 1445, zm. 20 lutego 1473.
3. Jordi d'Ornos, biskup Vich – kardynał prezbiter S. Anastasia, następnie kardynał prezbiter S. Maria in Trastevere (styczeń 1441), zrezygnował w 1449, zm. w listopadzie 1452.
4. François de Meez OSB, biskup Genewy – kardynał prezbiter S. Marcello, zm. 7 marca 1444.
5. Bernard de La Planche OSB, biskup Dax – kardynał prezbiter Ss. Nereo ed Achilleo, następnie kardynał prezbiter Ss. IV Coronati (grudzień 1440), zm. 1448
6. Giovanni di Ragusa OP, biskup Argeș – kardynał prezbiter S. Sisto, zm. 20 października 1443.
7. Johann Grünwalder, wikariusz Fryzyngi – kardynał prezbiter Ss. Silvestro e Martino, zrezygnował w styczniu 1448, zm. 2 grudnia 1452.
8. Juan de Segovia, archidiakon Villaviciosa w Oviedo – kardynał prezbiter S. Callisto, zrezygnował w 1449, zm. 24 maja 1458.

### Nominacjein pectore, opublikowane 12 listopada 1440
1. Philippe de Coetquis, arcybiskup Tours – kardynał prezbiter, zm. 12 lipca 1441
2. Niccolò Tedeschi OSB, arcybiskup Palermo – kardynał prezbiter Ss. XII Apostoli[2] (tytuł nadany prawdopodobnie w lutym 1441), zm. 24 lutego 1445.
3. Jean de Malestroit, biskup Nantes – kardynał prezbiter S. Onofrio (tytuł nadany prawdopodobnie w lutym 1441), zm. 14 września 1443

Następujące nominacje ogłoszone na tym konsystorzu nie doszły do skutku:
- Amédée de Talaru, arcybiskup Lyonu, mianowany kardynałem prezbiterem, odmówił przyjęcia godności kardynalskiej.
- Denis du Moulin, biskup Paryża, mianowany kardynałem prezbiterem, odmówił przyjęcia godności kardynalskiej.
- Gérard Machet, biskup Castres, mianowany kardynałem prezbiterem, odmówił przyjęcia godności kardynalskiej.

### Nominacjein pectore, opublikowane w 1441
1. Wincenty Kot, arcybiskup Gniezna – kardynał prezbiter S. Crisogono (tytuł nadany prawdopodobnie 11 marca 1441), zrezygnował 2 października 1447, zm. 14 sierpnia 1448.

Prawdopodobnie na tym samym konsystorzu nominację in pectore otrzymał Zbigniew Oleśnicki, biskup Krakowa, od 1439 kardynał prezbiter S. Prisca z nominacji Eugeniusza IV. Oleśnicki uznał Feliksa V i 19 listopada 1441 opublikowana została jego nominacja od antypapieża na kardynała prezbitera S. Anastasia. W 1447 podporządkował się on Mikołajowi V, następcy Eugeniusza IV, który potwierdził jego godność kardynalską.

## Konsystorz 6 kwietnia 1444

### Nominacje jawne
1. Jean d’Arces, arcybiskup Tarentaise – kardynał prezbiter S. Stefano in Monte Celio[1], następnie kardynał prezbiter Ss. Nereo ed Achilleo (tytuł nadany 12 stycznia 1450), zm. 12 grudnia 1454
2. Luis Gonçalves de Amaral, biskup Viseu – kardynał prezbiter, zm. 1444

### Nominacjein pectore, opublikowane po 6 kwietnia 1444
1. Guillaume d’Estaing, archidiakon Metz – kardynał prezbiter S. Marcello[1], następnie kardynał prezbiter S. Sabina (tytuł nadany 12 stycznia 1450), zm. 28 października 1455
2. Bartolomeo Vitelleschi, biskup Corneto e Montefiascone – kardynał prezbiter S. Marco, zrezygnował w 1449, zm. 13 grudnia 1463.

Następująca nominacja nie doszła do skutku:
- Thomas de Courcelles, kanonik z Amiens, mianowany kardynałem diakonem, odmówił przyjęcia nominacji.

## Konsystorz w 1447
1. Lancelot de Lusignan, tytularny patriarcha Jerozolimy – kardynał prezbiter S. Lorenzo in Damaso; pozbawiony godności kardynalskiej w 1449, zm. 1451

## Kolegium Kardynalskie Feliksa V w kwietniu 1449
Kiedy w kwietniu 1449 Feliks V podporządkował się papieżowi Mikołajowi V, w jego kurii było siedmiu kardynałów: 
- Louis Alleman, prezbiter S. Cecilia,
- Louis de La Palud, prezbiter S. Susanna,
- Jordi d’Ornos, prezbiter S. Maria in Trastevere,
- Juan de Segovia, prezbiter S. Callisto,
- Jean d’Arces, prezbiter S. Stefano in Monte Celio,
- Bartolomeo Vitelleschi, prezbiter S. Marco,
- Guillaume d’Estaing, prezbiter S. Marcello.